# فیلیپ یکم مقدونی
فیلیپ اول (۶۴۰-۶۰۲ ق.م.) شاه مقدونیه از سلسله آرگئی و پسر آرگیوس اول بود. او همچنین بسیار شجاع و دانا بود و توانست در مقابل تهاجمات ایلیری ها ایستادگی کند اما سرانجام در نبردی علیه آنان کشته شد و تاج و تخت سلطنت را برای فرزند خردسالش، اِروپوس اول باقی گذاشت.نام همسر او نامشخص است.